# Cuspivolva formosa
Cuspivolva formosa là một loài ốc biển, là động vật thân mềm chân bụng sống ở biển trong họ Ovulidae.

## Miêu tả

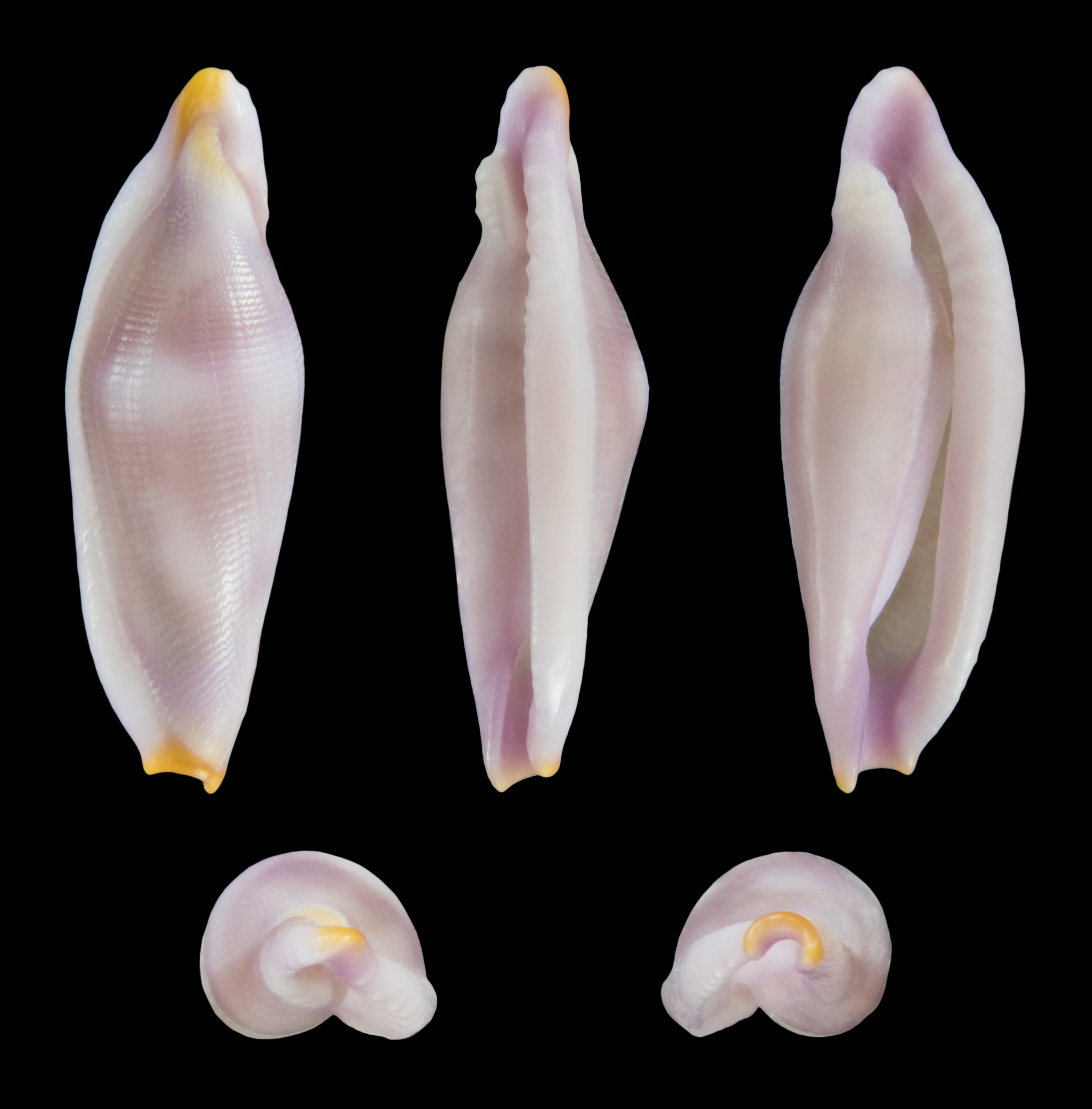